# Югорський півострів
Югорський півострів — великий півострів на крайньому північному сході Європи, між Баренцовим і Карським морем, у Ненецькому автономному окрузі Архангельської області Росії. На півночі від острова Вайгач відокремлено протокою Югорський Шар.

## Географія

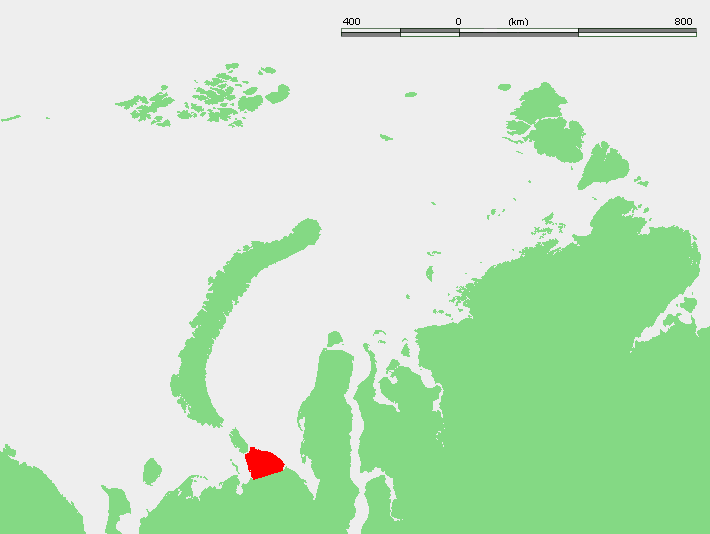
Розташування Югорського півострова

Площа півострова — близько 18 тис. км². Поверхня є горбистою рівниною (пагорби заввишки до 200 м). Тут широко розвинені морські (у прибережних районах) і льодовикові відкладення. Центральна частина півострова зайнята кряжем Пай-Хой (найвища точка — гора Мореїз, 423 м над рівнем моря). Найбільша річка півострова — Великий Ою.

## Карський кратер
На південному сході Югорського півострова розташований метеоритний Карський кратер. Усть-Карський кратер розташовано на певній відстані — за 15 км на схід від Карської губи. Раніше вважалося, що ці дві астроблеми є двома окремими кратерами, і що вони утворюють подвійну ударну структуру, яка утворилася внаслідок падіння величезного метеорита, що впав у пізній крейді. Проте, найімовірніше, Усть-Карський кратер є лише складовою Карського кратеру.

## Клімат
Клімат на півострові субарктичний. Зима тривала (до 7 місяців), літо коротке і прохолодне (середня температура січня –20 °C, липня +7 °C). Опадів випадає близько 300 мм на рік.

## Флора і фауна
З рослин на півострові переважають мохові, лишайникові й полігональні тундри (в полігональній тундрі рослинний покрив утворює сітку з багатокутників або кілець).

## Населені пункти
На півночі півострова розташовано порт Амдерма. Щільність населення невелика. Корінне населення — ненці, проживають також і росіяни.